# Mastixia congylos
Mastixia congylos är en kornellväxtart som beskrevs av A.J.G.H. Kostermans. Mastixia congylos ingår i släktet Mastixia och familjen kornellväxter. Inga underarter finns listade i Catalogue of Life.